# مجموعه برج و بارو و خندق
مجموعه برج وبارو و خندق مربوط به دوره آل مظفر است و در میبد، مرکز شهر واقع شده و این اثر در تاریخ ۲۵ اسفند ۱۳۷۹ با شمارهٔ ثبت ۳۶۹۹ به‌عنوان یکی از آثار ملی ایران به ثبت رسیده است.